# Скельські менгіри

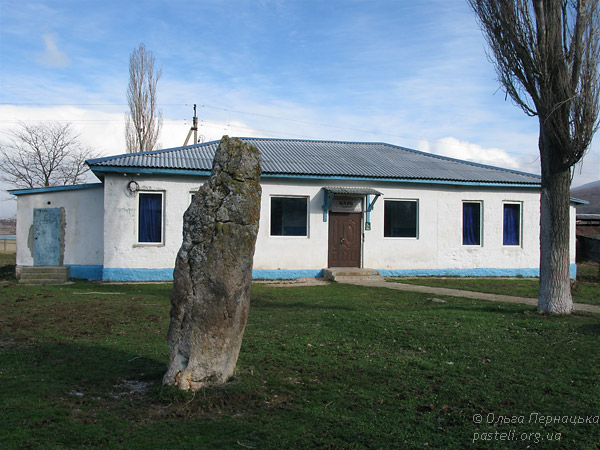
Менгір заввишки 2,6 метрів, Крим, Україна.

Ске́льські менгі́ри — це древні мегалітичні споруди, вік яких — III — початок II тисячоліття до н. е. Знаходяться в Криму (Байдарська долина), селі Родниківське (Севастопольська міська рада).
Менгір в перекладі з бретонської означає «поставлений камінь». Така сама етимологія і у місцевої назви, «темке-таш» — теж означає «поставлений камінь» (але вже в перекладі з кримськотатарської). 
Відомий кримський археолог А. О. Щепінський зазначає, що Скельські менгіри не тільки найбільші, але й найвиразніші пам’ятники цього роду на території Південно-Східної Європи, що не потривожені в наступні століття і стоять на своєму первісному місці. Вчений стверджує, що вони мали культове значення, і відносить їхню появу до III - початку II тисячоліття до н. е. Отже, цим пам’ятникам старовини понад чотири тисячі років. Інформацію про Скельські менгіри вперше ввів у науковий обіг археолог М. І. Репніков 1907 р. Зокрема, він зазначив, що менгірів було три. Третій менгір викопаний у 1960-х роках під час прокладання водопроводу. Четвертий менгір, що впав ще в давнину, виявлено (в 1989 році) під час земляних робіт. Їх 2 штуки (стоячих), є один уламок,. Надземна висота найбільшого — близько 2,6 метрів і вага ~ 6 тонн, малий (той, що на братській могилі) — 0,85 метри...
Координати - 44.46528, 33.84879